# Powiat golubsko-dobrzyński
Powiat golubsko-dobrzyński – powiat w Polsce (we wschodniej części województwa kujawsko-pomorskiego), utworzony w 1999 roku w ramach reformy administracyjnej. Jego siedzibą jest miasto Golub-Dobrzyń.

## Podział administracyjny
W skład powiatu wchodzą:
- gmina miejska: Golub-Dobrzyń
- gmina miejsko-wiejska: Kowalewo Pomorskie
- gminy wiejskie: Ciechocin, Golub-Dobrzyń, Radomin i Zbójno
- miasta: Golub-Dobrzyń i Kowalewo Pomorskie

## Historia
Powiat golubsko-dobrzyński został powołany dnia 1 stycznia 1956 roku w województwie bydgoskim, czyli 15 miesięcy po wprowadzeniu gromad w miejsce dotychczasowych gmin (29 września 1954) jako podstawowych jednostek administracyjnych PRL. Na powiat golubsko-dobrzyński złożyły się 2 miasta i 17 gromad, które wyłączono z czterech ościennych powiatów w tymże województwie:
- z powiatu wąbrzeskiego:
  - miasta Golub-Dobrzyń i Kowalewo Pomorskie
  - gromady Lipienica, Mlewo, Ostrowite, Pluskowęsy, Sokoligóra, Wielka Łąka i Wielkie Rychnowo
- z powiatu brodnickiego:
  - gromada Wrocki
- z powiatu lipnowskiego:
  - gromady Ciechocin, Działyń, Nowogród i Świętosław
- z powiatu rypińskiego:
  - gromady Dulsk, Radomin, Róże[3], Szafarnia i Zbójno

1 stycznia 1973 roku zniesiono gromady i osiedla, a w ich miejsce reaktywowano gminy. Powiat golubsko-dobrzyński podzielono na 2 miasta i 5 gmin:
- miasta Golub-Dobrzyń i Kowalewo Pomorskie
- gminy Ciechocin, Golub-Dobrzyń, Kowalewo Pomorskie, Radomin i Zbójno

Po reformie administracyjnej obowiązującej od 1 czerwca 1975 roku główna część terytorium zniesionego powiatu golubsko-dobrzyńskiego weszła w skład nowo utworzonego województwa toruńskiego; jedynie gminę Zbójno przyłączono do nowego województwa włocławskiego.
2 lipca 1976 do gminy Zbójno włączono sołectwo Obory ze znoszonej gminy Chrostkowo (gminę reaktywowano w 1982 roku). 1 stycznia 1992 roku miasto Kowalewo Pomorskie i gminę wiejską Kowalewo Pomorskie połączono we wspólną gminę miejsko-wiejską. 27 listopada 1996 roku miasto Golub-Dobrzyń stało się gminą miejską.
Wraz z reformą administracyjną z 1999 roku w nowym województwie kujawsko-pomorskim przywrócono powiat golubsko-dobrzyński o granicach identycznych jak w roku 1975.

## Demografia
Liczba ludności (dane z 30 czerwca 2013):
|        | Ogółem | Ogółem | Kobiety | Kobiety | Mężczyźni | Mężczyźni |
| osób   | %      | osób   | %       | osób    | %         |           |
| ------ | ------ | ------ | ------- | ------- | --------- | --------- |
| Ogółem | 45 439 | 100    | 22 926  | 50,45   | 22 513    | 49,55     |
| Miasto | 17 272 | 38,01  | 9000    | 19,81   | 8272      | 18,20     |
| Wieś   | 28 167 | 61,99  | 13 926  | 30,65   | 14 241    | 31,34     |

▶Wieś vs ▶miasto
Ogółem (▶k, ▶m)
Miasto (▶k, ▶m)
Wieś (▶k, ▶m)
Źródło: Publikacja GUS.

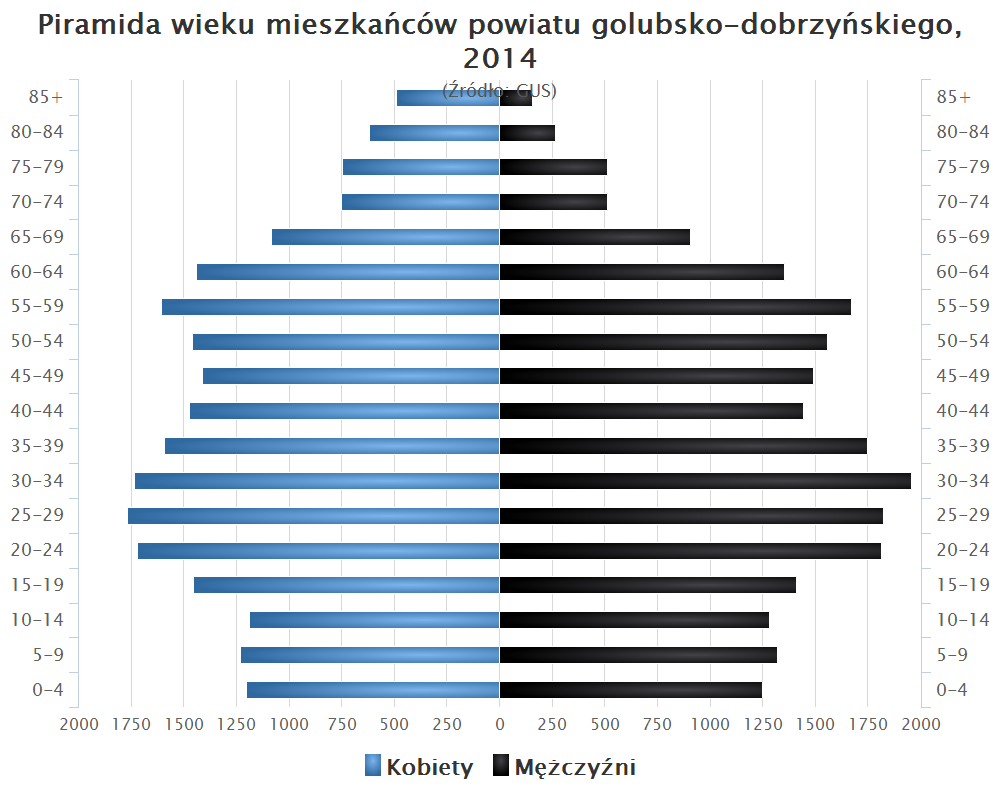
Piramida wieku mieszkańców powiatu golubsko-dobrzyńskiego w 2014 roku

Według danych z 31 grudnia 2019 roku powiat zamieszkiwało 45 018 osób. Natomiast według danych z 30 czerwca 2020 roku powiat zamieszkiwały 44 952 osoby.

## Gospodarka
W końcu września 2019 liczba zarejestrowanych bezrobotnych w powiecie obejmowała ok. 1,8 tys. mieszkańców, co stanowi stopę bezrobocia na poziomie 9,5% do aktywnych zawodowo.

## Jednostki organizacyjne
- Dom Pomocy Społecznej
- Poradnia Psychologiczno-Pedagogiczna
- Powiatowe Centrum Pomocy Rodzinie
- Powiatowy Środowiskowy Dom Samopomocy
- Powiatowy Urząd Pracy
- Powiatowy Zakład Dróg i Transportu
- Publiczna Szkoła Muzyczna I stopnia w Golubiu-Dobrzyniu
- Publiczna Szkoła Muzyczna I stopnia w Kowalewie Pomorskim
- Specjalny Ośrodek Szkolno-Wychowawczy w Wielgiem
- Zespół Szkół Nr 1 im. Anny Wazówny w Golubiu-Dobrzyniu
- Zespół Szkół Nr 2 w Golubiu-Dobrzyniu
- Zespół Szkół Nr 3 w Golubiu-Dobrzyniu
- Zespół Szkół w Kowalewie Pomorskim

## Transport

### Transport drogowy

#### Drogi krajowe
- 15 (Trzebnica – Gniezno – Inowrocław – Toruń – Kowalewo Pomorskie – Ostróda)

#### Drogi wojewódzkie
- 534 (Rypin – Golub-Dobrzyń – Wąbrzeźno – Grudziądz)
- 554 (Orzechowo – Kowalewo Pomorskie – Golub-Dobrzyń – Kikół 10)
- 569 (Golub-Dobrzyń – Ciechocin – Dobrzejewice 10)

### Transport kolejowy
- 353 (Poznań Wschód – Inowrocław – Toruń Główny – Kowalewo Pomorskie – Olsztyn Główny – Żeleznodorożnyj)
- 209 (Kowalewo Pomorskie – Chełmża – Unisław Pomorski – Bydgoszcz Wschód)

## Starostowie golubsko-dobrzyńscy
Na podstawie źródła:
- Ryszard Szymczak (1 stycznia 1999 – 19 listopada 2002)
- Henryka Zawadzka (19 listopada 2002 – 22 listopada 2006)
- Wojciech Andrzej Kwiatkowski (22 listopada 2006 – 1 grudnia 2014)
- Andrzej Okruciński (1 grudnia 2014 – 19 listopada 2018)
- Franciszek Gutowski (19 listopada 2018 – 6 maja 2024)
- Jacek Foksiński (od 6 maja 2024 - nadal)

## Sąsiednie powiaty
- powiat toruński
- powiat wąbrzeski
- powiat rypiński
- powiat brodnicki
- powiat lipnowski